# Aetideidae
Aetideidae – rodzina małych skorupiaków z podgromady widłonogów i rzędu Calanoida.

## Podział systematyczny
W obrębie rodziny Aetideidae wyróżnia się następujące rodzaje:

- Aetideopsis G.O. Sars, 1903
- Aetideus Brady, 1883
- Azygokeras Koeller & Littlepage, 1976
- Batheuchaeta Brodsky, 1950
- Bradyetes Farran, 1905
- Bradyidius Giesbrecht, 1897
- Chiridiella G.O. Sars, 1907
- Chiridius Giesbrecht, 1893
- Chirundina Giesbrecht, 1895
- Chirundinella Tanaka, 1957
- Comantenna C.B. Wilson, 1924
- Crassantenna Bradford, 1969
- Euchirella Giesbrecht, 1888
- Farrania Sars G.O., 1920
- Gaetanus Giesbrecht, 1888
- Gaidiopsis A. Scott, 1909
- Jaschnovia Markhaseva, 1980
- Lutamator Bradford, 1969
- Mesocomantenna Alvarez, 1986
- Mesogaidius Wolfenden, 1911
- Paivella Vervoort, 1965
- Parabradyidius Schulz & Markhaseva, 2000
- Paracomantenna Campaner, 1978
- Prolutamator Markhaseva & Schulz, 2008
- Pseudeuchaeta G.O. Sars, 1905
- Pseudochirella G.O. Sars, 1920
- Pseudoothrix Brady, 1918
- Pseudotharybis T. Scott, 1909
- Pterochirella Schulz, 1990
- Senecella Juday, 1923
- Sursamucro Bradford, 1969
- Undeuchaeta Giesbrecht, 1888
- Valdiviella Steuer, 1904